# Calofulcinia paraoxypila
Calofulcinia paraoxypila är en bönsyrseart som beskrevs av Tindale 1930. Calofulcinia paraoxypila ingår i släktet Calofulcinia och familjen Iridopterygidae. Inga underarter finns listade i Catalogue of Life.